# Theodóra Thoroddsen
Theodóra Thoroddsen, född 1863, död 1954, var en isländsk författare. 
Hon var poet och är mest känd för sina ramsor. Hon var också engagerad i kvinnorörelsen. 